# Salam Salamzade
Salam Salamzade (en azerí: Salam Salamzadə; Bakú, 7 de marzo de 1908 – Bakú, 1997) fue pintor de Azerbaiyán, Artista del Pueblo de la RSS de Azerbaiyán.

## Biografía
Salam Salamzade nació el 7 de marzo de 1908 en Bakú. En 1932 se graduó de la Universidad Estatal Pedagógica de Moscú. De 1936 a 1942 Salam Salamzade dirigió el Museo Nacional de Arte de Azerbaiyán. El pintor fue autor de pinturas gráficas, retratos y paisajes que representan la naturaleza de Azerbaiyán. Sus obras fueron exhibidas en algunos países del mundo. Salam Salamzade recibió el título “Artista del Pueblo de la RSS de Azerbaiyán” en 1982.
Salam Salamzade murió en 1997 en Bakú.

## Premios y títulos
- Artista de Honor de la RSS de Azerbaiyán
- Artista del Pueblo de la RSS de Azerbaiyán (1982)